# 王淑娟 (媒體人)
王淑娟（英語：Carol Wang，1970年9月22日—）傳播媒體事業專業經理人，生於台灣省嘉義市，銘傳管理學院（現銘傳大學）大眾傳播學、國立清華大學科技管理學院高階經營管理碩士畢業（EMBA）。曾任真相新聞網《李敖笑傲江湖》執行製作、超級電視台製作人、三立電視節目部資深副總經理暨三立都會台台長、怡佳娛樂經紀總經理、MTV Networks Taiwan台長等，現任三立集團內容營運長、好看娛樂董事長。

## 榮獲獎項
| 年份   | 獲提名           | 獎項                                   | 結果 |
| ------ | ---------------- | -------------------------------------- | ---- |
| 2001年 | 草地狀元         | 第36屆金鐘獎「文教資訊節目獎」         | 獲獎 |
| 2001年 | 草地狀元         | 第36屆金鐘獎「文教資訊節目主持人獎」   | 獲獎 |
| 2006年 | 國光幫幫忙       | 第41屆金鐘獎「娛樂綜藝類節目獎」       | 入圍 |
| 2007年 | 在台灣的故事     | 第42屆金鐘獎「社區綜藝節目獎」         | 入圍 |
| 2007年 | 愛上陶花園       | 第42屆金鐘獎「社區綜藝節目獎」         | 入圍 |
| 2009年 | 冒險王           | 第44屆金鐘獎「綜合節目獎」             | 獲獎 |
| 2010年 | 超級偶像         | 第45屆金鐘獎「綜藝節目獎」             | 入圍 |
| 2012年 | 愛玩客           | 第47屆金鐘獎「行腳節目主持人獎」       | 獲獎 |
| 2013年 | 金頭腦           | 第48屆金鐘獎「綜藝節目獎」             | 獲獎 |
| 2016年 | 愛玩客之移動廚房 | 第51屆金鐘獎「行腳節目主持人獎」       | 入圍 |
| 2017年 | 綜藝大熱門       | 第52屆金鐘獎「綜藝節目獎」             | 入圍 |
| 2017年 | 綜藝大熱門       | 第52屆金鐘獎「綜藝節目主持人獎」       | 入圍 |
| 2017年 | 綜藝玩很大       | 第52屆金鐘獎「益智及實境節目獎」       | 入圍 |
| 2018年 | 綜藝玩很大       | 第53屆金鐘獎「益智及實境節目獎」       | 入圍 |
| 2018年 | 綜藝玩很大       | 第53屆金鐘獎「益智及實境節目主持人獎」 | 獲獎 |
| 2019年 | 綜藝大熱門       | 第54屆金鐘獎「綜藝節目獎」             | 入圍 |
| 2019年 | 綜藝大熱門       | 第54屆金鐘獎「綜藝節目主持人獎」       | 入圍 |
| 2019年 | 綜藝玩很大       | 第54屆金鐘獎「益智及實境節目獎」       | 入圍 |
| 2020年 | 綜藝大熱門       | 第55屆金鐘獎「綜藝節目獎」             | 獲獎 |
| 2020年 | 用九柑仔店       | 第55屆金鐘獎「戲劇節目獎」             | 入圍 |